# Assedio di Almeida (1810)
L'assedio di Almeida del 1810 è un episodio che si colloca all'interno della guerra d'indipendenza spagnola, precisamente nella terza invasione del Portogallo. Le truppe francesi di Michel Ney, dopo aver conquistato la fortezza di Ciudad Rodrigo, assediarono la fortezza di Almeida, presidiata dalle forze portoghesi al comando del generale di brigata inglese William Cox. Un fortuito colpo di cannone francese, che causò l'esplosione del deposito di polvere da sparo della piazzaforte, portò alla vittoria delle forze napoleoniche, suggellata dalla resa dell'intera guarnigione.

## Contesto storico
Dopo aver sconfitto nuovamente gli austriaci nella guerra della Quinta coalizione, Bonaparte era nuovamente libero di tornare in Spagna e provare a cacciare l'esercito di Wellington dalla penisola, cosa che i suoi generali non erano stati in grado di fare. Tuttavia, gli impegni diplomatici lo assolvevano completamente, in primis il suo secondo matrimonio con la figlia dell'imperatore d'Austria, ergo a metà del 1810 decise di affidare la campagna all'esperto Massena, rassicurandolo sul fatto che avrebbe goduto di un totale e costante supporto da parte della Francia in questa spedizione. Il maresciallo, cui secondo i progetti di Bonaparte avrebbe avuto 130 000 uomini disponibili, aveva il compito di conquistare il Portogallo.

## Antefatti

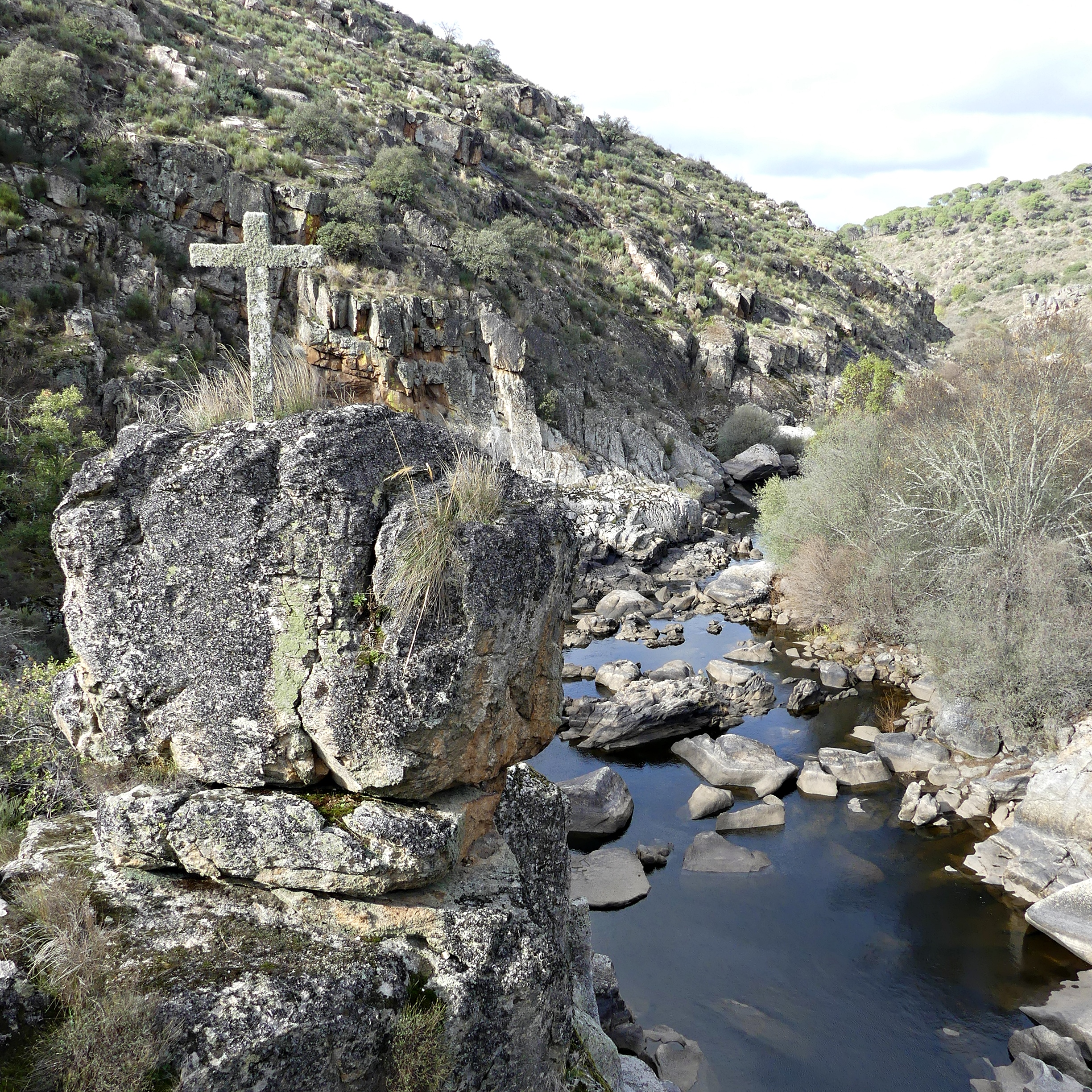
Croce posta a ricordo della battaglia del Coa

Le forze francesi al comando del maresciallo Massena erano appena uscite dal lungo assedio della fortezza di Ciudad Rodrigo, l'intero corpo di spedizione francese, circa 70 000 uomini, marciò verso ovest, in direzione del Portogallo, con l'intenzione di catturare Lisbona e cacciare definitivamente i britannici dalla penisola iberica. Varcato il confine tra Spagna e Portogallo, si ergeva lungo il loro cammino la fortezza di Almeida, situata a guardia di una delle principali rotte che conducevano alla capitale lusitana.
Le forze anglo-portoghesi che difendevano la città furono attaccate con successo dal maresciallo Ney lungo il fiume Coa il 24 luglio e respinte sull'altra sponda. Il fiume, i cui argini ripidi impedivano il guado, era attraversato da due soli ponti, entrambi rigorosamente sorvegliati dal VI corpo del maresciallo Ney. Impossibilitati ad intervenire, i 50 000 uomini di Wellington rimasero ad occupare la sponda opposta nel fiume mentre i francesi davano il via alle operazioni di assedio.

## L'assedio

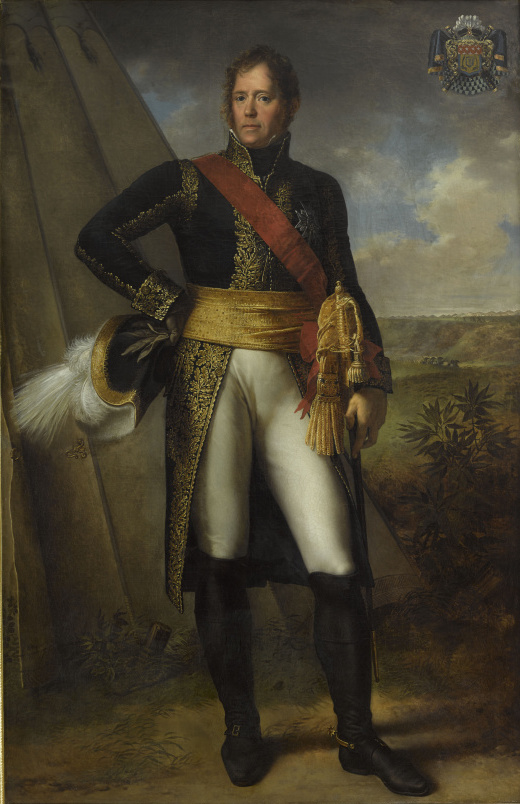
Il Maresciallo Ney

Il generale di brigata William Cox comandava una guarnigione portoghese di 4 000 uomini composta da tre battaglioni di miliziani. Pare vi fossero presenti anche delle forze regolari portoghesi, probabilmente un reggimento. Le difese di Almeida erano in ottime condizioni. L'assedio fu condotto da 14 000 fanti, 1 000 cavalieri, 1 000 artiglieri e 100 cannoni del VI Corpo sotto il comando del maresciallo Ney. Inoltre, il generale Jean-Andoche Junot era di riserva nelle vicinanze con il suo VIII Corpo.
Nelle fasi iniziali dell'assedio, le forze portoghesi tentarono tre sortite. Le prime due, organizzate il 26 luglio, coinvolsero da un lato 600 uomini e 60 cavalieri, diretti contro le truppe del generale Loison; la seconda, invece, 300 uomini e 40 cavalieri, diretti nei sobborghi della città. Entrambe vennero efficacemente respinte, causando la perdita di 50 uomini tra gli assediati. Due giorni dopo, una nuova sortita, stavolta comprendente 1 200 uomini e 4 cannoni, ebbe luogo: gli assedianti cercarono di attaccare il sobborgo, ma vennero prima fermati dalle guardie francesi e trattenuti fino all'arrivo dei soccorsi. Sopraffatti dai francesi, furono costretti a ritirarsi nella fortezza, perdendo un cannone.
Il 15 agosto i francesi ricevettero gli strumenti d'assedio precedentemente utilizzati a Ciudad Rodrigo e iniziarono a scavare varie trincee a sud-est della città, di fronte al bastione di San Pedro. Il materiale giunto era ben fornito in fatto di cannoni: oltre a quelli francesi già presenti, erano giunti anche i cannoni spagnoli catturati nella fortezza. Entro il 24 agosto, le linee francesi avevano schierato undici batterie, dotate di oltre 50 cannoni. Durante tutto l'assedio, i difensori portoghesi avevano bombardato i francesi con i propri cannoni, senza però ottenere grandi risultati. Quando il 26 agosto alle 6 del mattino iniziò il bombardamento francese, diversi quartieri della città furono rapidamente incendiati e i cannoni difensivi delle tre batterie più vicine furono sopraffatti. Tuttavia le difese ressero.

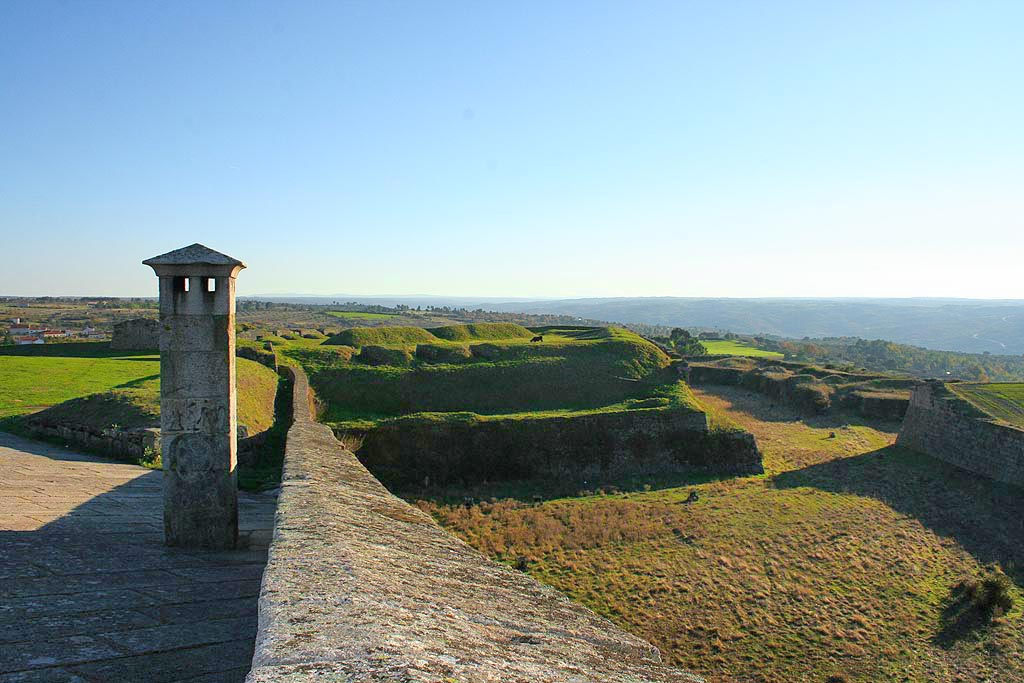
Resti delle mura e dei fossati della fortezza di Almeida

Il governatore era convinto di poter resistere all'assalto, finché un singolo colpo dei cannoni francesi frantumò la sua confidenza. Il grande deposito di munizioni del castello era stato utilizzato durante il giorno per rifornire i difensori e a un certo punto un barile carico di polvere da sparo aveva lasciato una scia che arrivava fino al cortile. Verso le 19, un proiettile francese colpì il cortile, innescando la scia di polvere da sparo. Il fuoco attraversò la porta ancora aperta della polveriera e innescando una reazione a catena, culminata con l'esplosione dell'intero deposito. Circa 600 portoghesi persero la vita e altri 300 rimasero feriti. Il castello che ospitava il deposito fu raso al suolo e alcune parti delle difese furono danneggiate. Con tutte le riserve di polvere da sparo distrutte nell'esplosione, Cox non poté più rispondere al fuoco francese e fu costretto ad arrendersi il giorno seguente, consegnando i sopravvissuti all'esplosione e oltre 100 cannoni.

## Conseguenze
Conquistata la roccaforte, l'esercito di Massena proseguì la propria avanzata nel Portogallo, sempre ostacolato dall'opposizione di Wellington. Le due parti si scontrarono poche settimane dopo sul monte Buçaco, dove furono gli anglo-portoghesi ad avere la meglio.

## Nella cultura di massa
L'assedio costituisce un punto focale nella trama del libro Sharpe's Gold di Bernard Cornwell. In quest'opera la colpa della distruzione del deposito di munizioni viene attribuita a Richard Sharpe: il gesto, compiuto intenzionalmente, avrebbe accorciato i tempi dell'assedio, permettendo al protagonista di fuggire dalla città e consegnare al generale Wellington i fondi necessari per completare le linee di Torres Vedras.